# 呉笈孫
呉 笈孫（ご きゅうそん、繁体字: 吳笈孫; 簡体字: 吴笈孙; 拼音: Wú Jísūn; ウェード式: Wu Chi-sun）は、清末民初の政治家。字は世湘。

## 事跡
清末に民政部尚書徐世昌の下で民政部民治司員外郎となり、徐が東三省総督となると、呉笈孫もこれに随行して衙門文案に任ぜられる。徐が京師に呼び戻されると呉もこれに随従し、郵伝部尚書となった徐の下で呉も地位を得た。
中華民国成立後に呉笈孫はいったん引退した。しかし1914年（民国3年）5月、徐世昌が北京政府で政事堂国務卿（首相の地位）に任ぜられると、呉もその下で政事堂司務所所長として復帰した。1916年（民国5年）5月、国務院印鋳局局長となった。1918年（民国7年）10月、徐世昌が大総統に就任すると、呉笈孫が総統府秘書長に起用されている。呉は南北和平交渉に参与するなど、徐を補佐した。1922年（民国11年）6月、徐の大総統辞任に伴い、呉も秘書長を退いた。
1947年（民国36年）、死去。享年73。